# Sphaeroma mukaii
Sphaeroma mukaii är en kräftdjursart som beskrevs av Nunomura2006. Sphaeroma mukaii ingår i släktet Sphaeroma och familjen klotkräftor. Inga underarter finns listade i Catalogue of Life.